# 中日ドラゴンズの主催試合球場一覧
中日ドラゴンズの主催試合球場一覧（ちゅうにちドラゴンズのしゅさいじあいきゅうじょういちらん）では、名古屋ドラゴンズ→中日ドラゴンズの主催試合が開催された球場の一覧を示す（原則としてフランチャイズが確立された1952年以後）。

## 一軍

### 歴代の本拠地
- ナゴヤ球場（1949年 - 1996年）※1949年 - 1975年は「中日球場」。
- ナゴヤドーム（バンテリンドーム ナゴヤ）（1997年 - ）

### 東海地方

#### 愛知県
- 鳴海球場（1950年 - 1953年）
- 刈谷市営グラウンド → 刈谷球場（1950年 - 1955年、1958年、1951年は中日球場全焼火災による振替開催。）
- 豊橋市営球場（1950年 - 1953年、1955年）
- 一宮市営球場（1950年）
- 挙母球場（1950年、1951年）
- 豊橋市民球場（2002年、2004年 - 2019年、2023年、2024年、2025年〈2004年と2018年及び2022年は雨天中止。2020年はCOVID-19の流行により中止。〉）

#### 岐阜県
- 多治見市営球場（1950年）
- 岐阜県営野球場（1950年 - 1952年）
- 長良川球場（1991年 - 2017年、2023年、2024年〈1995年、1998年、2004年、2007年、2010年、2019年は雨天中止。2020年はCOVID-19の流行により中止。2011年は改修工事のため使わず。〉）

#### 三重県
- 松阪市営球場（1950年、1952年）
- 三重交通山田球場（1950年）
- 四日市グラウンド（1951年、1952年）
- 松阪公園グラウンド（1951年 - 1952年　1951年は中日球場全焼火災による振替開催。）
- 津球場公園内野球場（1952年）

#### 静岡県
- 沼津市営球場（1950年、1951年）
- 浜松球場（浜松市営球場）　（1950年、1951年、1954年、1956年、1958年、1979年 - 2018年〈2004年、2006年、2019年は雨天中止。1991年、1998年は2試合中1試合雨天中止。2020年はCOVID-19の流行により中止。〉）　1999年以前は年間2試合開催されていた。
- 静岡県草薙総合運動場硬式野球場（静岡県営草薙球場）（1950年 - 1951年、1955年、1971年、1975年 - 1978年、1980年〈1974年は雨天中止。〉）
- 磐田市城山球場（1950年、1952年）
- 島田市営球場（1958年、1980年 ヤクルトとの組み合わせで行われたダブルヘッダーのうち第1試合を中日主催扱いで開催した。）

### 北陸地方

#### 富山県
- 県営富山野球場（1950年 - 1952年、1955年、1961年 - 1963年、1965年 - 1971年、1973年 - 1975年、1978年、1980年）
- 富山市民球場アルペンスタジアム（1996年 - 2014年、2016年〈1998年、2001年、2004年、2006年、2010年、2011年は雨天中止。〉）

#### 石川県
- 石川県営兼六園野球場（1950年 - 1952年、1961年 - 1971年、1973年）
- 石川県立野球場（1975年 - 2014年、2016年、2018年〈2000年、2005年、2011年、2013年は雨天中止。〉）

#### 福井県
- 福井市営球場（1951年、1952年）
- 福井県営球場（1968年、1969年、1971年 - 1980年、1982年、1983年、1989年 - 2007年〈1995年、1997年、2006年は雨天中止。〉）
- 敦賀市総合運動公園野球場（1988年）

### 北海道地方
- 小樽桜ヶ丘球場（1950年）
- 室蘭富士鉄球場（1953年）

### 東北地方

#### 青森県
- 大三沢リッドルスタジアム（1950年）
- 弘前市営球場（1953年）

#### 岩手県
- 一関希望ヶ丘球場（1950年）

#### 宮城県
- 宮城球場（現：楽天モバイルパーク宮城）（1953年）

### 関東地方

#### 茨城県
- 水戸水府球場（1950年）

#### 群馬県
- 桐生新川球場（1950年）

#### 埼玉県
- 熊谷市営球場（1950年）

#### 東京都
- 後楽園球場（1950年、1951年、1959年 伊勢湾台風で中日球場が破損したことによる振替開催。）※中日主催だが国鉄の後攻・中日の先攻で行われた。
- 昭和町公園野球場（1950年）
- 明治神宮野球場（1950年）

#### 神奈川県
- 茅ヶ崎公園野球場（1951年）
- 川崎球場（1959年 伊勢湾台風で中日球場が破損したことによる振替開催。）※中日主催だが巨人の後攻・中日の先攻で行われた。

### 甲信地方

#### 長野県
- 上田市営野球場（1950年）
- 長野市営城山野球場（1950年）
- 飯田市営今宮球場（1956年）

### 近畿地方

#### 滋賀県
- 滋賀県立彦根球場（1950年、1951年、1953年）

#### 京都府
- 衣笠球場（1950年）

#### 大阪府
- 大阪スタヂアム（1950年、1951年）
- 日本生命球場（1951年）

#### 兵庫県
- 甲子園球場（1951

年）

### 中国地方

#### 広島県
- 広島市民球場 (初代)（1959年の伊勢湾台風による中日球場の水没により開催が不可能となった広島戦のうち、中日主催2試合を同球場で開催し、被災地復興支援試合として開催している[1]）。※中日主催だが、広島の後攻・中日の先攻で行われた。

#### 山口県
- 下関市営球場（1950年）

## 二軍

### 歴代の本拠地
- 阿久比町立阿久比スポーツ村野球場（1987年-1997年）
- ナゴヤ球場（1997年-）

### 中部地方

#### 愛知県
- ナゴヤドーム（年数試合程度使用。）
- 蒲郡市公園グラウンド野球場（毎年１試合を開催。）
- 春日井市民球場（2010年シーズンは5月上旬まで二軍の本拠地ナゴヤ球場が改修工事のため使用できなかったことから、4月26日・27日・28日に久々の二軍公式戦、対ソフトバンク戦を開催した。）
- 岡崎市民球場（夏に試合が組まれる際には16時試合開始となる。2007年と2009年はイースタン・ウエスタン交流戦「対巨人」戦が豊橋市民球場と2連戦で組まれた。2010年3月23日・24日・25日に対広島戦、4月23日・24日・25日に対オリックス戦が6試合とも13時試合開始で組まれた。）
- 豊田市運動公園野球場
- 豊橋市民球場（2002年に一軍公式戦開催誘致のために照明の明度を強化した。二軍公式戦は翌年の2003年から毎年組まれ、二軍では珍しいナイターで18時より開催されているが主催試合唯一のナイターである。2007年と2009年はイースタン・ウエスタン交流戦「巨人」戦が岡崎市民球場と2連戦で組まれた。）

#### 岐阜県
- 各務原市民球場
- 可児市運動公園スタジアム（毎年１試合を開催。）
- 郡上市合併記念公園市民球場（2011年8月7日に対広島戦が13時試合開始で組まれた。）
- 関市民球場
- 中津川公園野球場（2011年9月3日に対楽天戦が13時試合開始で組まれたが、雨天中止となった。）
- 長良川球場（2010年4月6日・7日・8日に対オリックス戦が13時試合開始で組まれた。）

#### 富山県
- 高岡西部総合公園野球場（2015年8月15日に対阪神戦が13時試合開始で組まれた。）

#### 石川県
- 石川県立野球場（2015年8月16日に対阪神戦が13時試合開始で組まれた。）

### 近畿地方

#### 三重県
- 四日市市営霞ヶ浦第一野球場（2012年4月1日に2年ぶりに二軍公式戦の対オリックス戦を開催。以降も毎年１試合を開催。）

#### 兵庫県
- 阪神鳴尾浜球場（2009年、日程の都合により阪神戦を開催。）

## 備考
- 基本的には、親会社の中日新聞および、その支社・支局の発行する北陸中日新聞、日刊県民福井の販売エリア（東海4県、北陸3県）でしか主催試合が行われていない。
- フランチャイズ制が導入される以前、1951年に中日球場（当時）が火災で使用不能になったために滋賀県（彦根球場）・神奈川県（茅ヶ崎球場）でも主催試合を開催した事例がある。現在、中日系の各新聞が発行されている地域のうち、長野県・三重県・滋賀県・和歌山県と関東地方（東京新聞発行・販売地域）での公式戦主催試合は行われていない。
  - 2007年以後、北陸シリーズはセ・パ交流戦のうちの1カードを選んで開催しているが、2011年は日程の都合上交流戦前のセ・リーグ同士の対戦（ヤクルト戦）を予定していたが2試合とも雨天のため中止（代替試合なし。）となった。この年以降、交流戦での北陸シリーズは組まれていない。また、2015年は北陸シリーズ自体が組まれなかったが、2016年は再び開催された。2017年は再び日程から外されていたが、2018年は再び開催されている。
  - 但し、2010年シーズンは5月上旬まで二軍の本拠地ナゴヤ球場が改修工事のため使用できなかったことから、4月10日に四日市市営霞ヶ浦第一野球場で二軍公式戦を開催した。
  - なおオープン戦は気候の関係で北陸での開催はないが、東海地方ではナゴヤドーム、長良川のほかに小牧、豊田、豊橋、岡崎、蒲郡、四日市、津の各球場、またキャンプ地の串間、石川（沖縄県）、具志川、北谷で開催したことがある。
- 2023年にはバンテリンドームナゴヤで野球日本代表とのオープン戦が組まれているが、そのうちの第2試合をホーム扱いとして開催するが、これは2023 ワールド・ベースボール・クラシックの日本代表強化試合「侍ジャパンシリーズ」の一環として組まれており、日本野球機構（NPB）の主催試合となっている[2]

## 参考リンク
- 年度別ゲームリザルト